# Pokal Slovenije 2015/16
Der Pokal Slovenije 2015/16 war die 25. Austragung des slowenischen Fußballpokalwettbewerbs der Herren. Pokalsieger wurde der NK Maribor, der sich im Finale gegen den NK Celje im Elfmeterschießen durchsetzte. Titelverteidiger FC Luka Koper schied im Viertelfinale aus.
Durch den Sieg im Finale qualifizierte sich Maribor für die 2. Qualifikationsrunde der UEFA Europa League 2016/17.

## Teilnehmer
| Nogometna Liga 2014/15 |
| ---------------------- |
| NK Maribor             |
| NK Celje               |
| NK Domžale             |
| NK Olimpija Ljubljana  |
| NK Zavrč               |
| NK Rudar Velenje       |
| NK Krka                |
| FC Luka Koper          |
| ND Gorica              |
| NK Kalcer Radomlje     |

| Sieger des Regionalpokals | Sieger des Regionalpokals          |
| ------------------------- | ---------------------------------- |
| MNZ Celje                 | NK Šampion Celje, NK Rogaška       |
| MNZ Koper                 | NK Ankaran Hrvatini, MNK Izola     |
| MNZG Kranj                | NK Triglav Kranj, NK Zarica Kranj  |
| MNZ Lendava               | NK Odranci, NK Hotiza              |
| MNZ Ljubljana             | NK Ivančna Gorica, ND Ilirija 1911 |
| MNZ Maribor               | NK Fužinar, NK Pesnica             |
| MNZ Murska Sobota         | NK Farmtech Veržej, NŠ Mura        |
| MNZ Nova Gorica           | NK Brda Dobrovo, NK TKK Tolmin     |
| MNZ Ptuj                  | NK Drava Ptuj, NK Stojnci          |

## Modus
In den ersten beiden Runden wurde der Sieger in einem Spiel ermittelt. Stand es nach der regulären Spielzeit von 90 Minuten unentschieden, kam es zur Verlängerung von zweimal 15 Minuten und falls danach immer noch kein Sieger feststand zum Elfmeterschießen.
Mannschaften, die sich aus dem gleichen Regionalpokal qualifiziert hatten, konnten in den beiden ersten Runden nicht aufeinander treffen. Unterklassige Teams hatten bis zum Achtelfinale Heimrecht. Im Viertel- und Halbfinale wurden die Sieger in Hin- und Rückspiel ermittelt.

## 1. Runde
| Datum                 |                   | Ergebnis  |                       |
| --------------------- | ----------------- | --------- | --------------------- |
| 19.08.2015            | NK Rogaška        | 00:3 1    | NK Olimpija Ljubljana |
| 19.08.2015, 16:00 Uhr | NŠ Mura           | 1:0       | ND Gorica             |
| 19.08.2015, 16:00 Uhr | NK Pesnica        | 0:7       | NK Rudar Velenje      |
| 19.08.2015, 16:00 Uhr | NK Šampion Celje  | 0:2       | NK Zavrč              |
| 19.08.2015, 16:00 Uhr | NK Hotiza         | 1:2 n. V. | NK Drava Ptuj         |
| 19.08.2015, 16:00 Uhr | NK Fužinar        | 1:3       | NK Krka               |
| 19.08.2015, 16:00 Uhr | NK TKK Tolmin     | 2:1       | NK Ankaran Hrvatini   |
| 19.08.2015, 16:00 Uhr | MNK Izola         | 2:3 n. V. | NK Farmtech Veržej    |
| 19.08.2015, 16:00 Uhr | NK Stojnci        | 0:1       | NK Triglav Kranj      |
| 19.08.2015, 16:00 Uhr | ND Ilirija 1911   | 2:1 n. V. | NK Kalcer Radomlje    |
| 19.08.2015, 16:00 Uhr | NK Ivančna Gorica | 6:0       | NK Odranci            |
| 19.08.2015, 16:00 Uhr | NK Brda Dobrovo   | 1:4       | NK Zarica Kranj       |

## Achtelfinale
In dieser Runde stiegen die vier Europacup-Teilnehmer NK Maribor, NK Celje, NK Domžale und FC Luka Koper ein.
| Datum                 |                    | Ergebnis               |                       |
| --------------------- | ------------------ | ---------------------- | --------------------- |
| 09.09.2015, 16:00 Uhr | NŠ Mura            | 0:3                    | NK Celje              |
| 09.09.2015, 16:00 Uhr | NK Drava Ptuj      | 1:1 n. V., (5:3 i. E.) | NK Triglav Kranj      |
| 15.09.2015, 16:00 Uhr | NK Zarica Kranj    | 0:3                    | FC Luka Koper         |
| 15.09.2015, 16:00 Uhr | NK Ivančna Gorica  | 1:3                    | NK Olimpija Ljubljana |
| 16.09.2015, 16:00 Uhr | ND Ilirija 1911    | 1:3                    | NK Domžale            |
| 16.09.2015, 16:00 Uhr | NK Farmtech Veržej | 0:4                    | NK Zavrč              |
| 16.09.2015, 18:00 Uhr | NK Rudar Velenje   | 3:2                    | NK Krka               |
| 16.09.2015, 16:00 Uhr | NK TKK Tolmin      | 0:3                    | NK Maribor            |

## Viertelfinale
Die Hinspiele fanden am 21. Oktober 2015 statt, die Rückspiele am 28. Oktober und 4. November 2015.
|                       | Gesamt    |               | Hinspiel | Rückspiel |
| --------------------- | --------- | ------------- | -------- | --------- |
| NK Olimpija Ljubljana | 3:5       | NK Celje      | 2:2      | 1:3       |
| NK Domžale            | (a)2:2(a) | FC Luka Koper | 0:1      | 2:1       |
| NK Rudar Velenje      | 1:3       | NK Maribor    | 1:0      | 0:3       |
| NK Zavrč              | 4:1       | NK Drava Ptuj | 1:1      | 3:0       |

## Halbfinale
Die Hinspiele fanden am 20. April 2016 statt, die Rückspiele am 13. und 14. April 2016.
|            | Gesamt |          | Hinspiel | Rückspiel |
| ---------- | ------ | -------- | -------- | --------- |
| NK Domžale | 0:2    | NK Celje | 0:1      | 0:1       |
| NK Maribor | 6:3    | NK Zavrč | 5:1      | 1:2       |

## Finale
| Paarung        | NK Celje – NK Maribor |
| Ergebnis       | 2:2 n. V. (1:1, 1:1); 6:7 i. E. |
| Datum          | 25. Mai 2016, 20:30 Uhr |
| Stadion        | Stadion Bonifika, Koper |
| Zuschauer      | 2.500 |
| Schiedsrichter | Matej Jug |
| Tore           | 0:1 Marwan Kabha (7.) 1:1 Matej Podlogar (19.) 1:2 Dare Vršič (107.) 2:2 Matej Podlogar (111.) Elfmeterschießen: 1:0 Damir Hadžić Željko Filipović (gehalten) 2:0 Danijel Miškić 2:1 Dare Vršič 3:1 Tadej Vidmajer 3:2 Marko Janković Érico Esteves Sousa (gehalten) 3:3 Marcos Tavares 4:3 Blaž Vrhovec 4:4 Milivoje Novaković 5:4 Ziga Kous 5:5 Marwan Kabha 6:5 Jure Travner 6:6 Mitja Viler Nino Pungaršek schießt rechts vorbei 6:7 Aleš Mertelj |
| NK Celje       | Matic Kotnik – Damir Hadžić, Tilen Klemenčič (88. Ziga Kous), Jure Travner, Tadej Vidmajer, Marko Pajač (61. Nino Pungaršek) – Blaž Vrhovec , Danijel Miškić – Lovre Cirjak (109. Érico Esteves Sousa), Matej Podlogar, Sunny Omoregie Cheftrainer: Iztok Kapusin |
| NK Maribor     | Jasmin Handanovič – Rodrigo Defendi, Denis Šme, Mitja Viler – Aleš Mertelj , Željko Filipović, Sintayehu Sallalich (69. Dare Vršič), Marwan Kabha, Marko Janković – Jean-Philippe Menda (91. Marcos Tavares), Gregor Bajde (74. Milivoje Novaković) Cheftrainer: Darko Milanič |
| Gelbe Karten   | Blaž Vrhovec – keine |